# 코토르 성벽

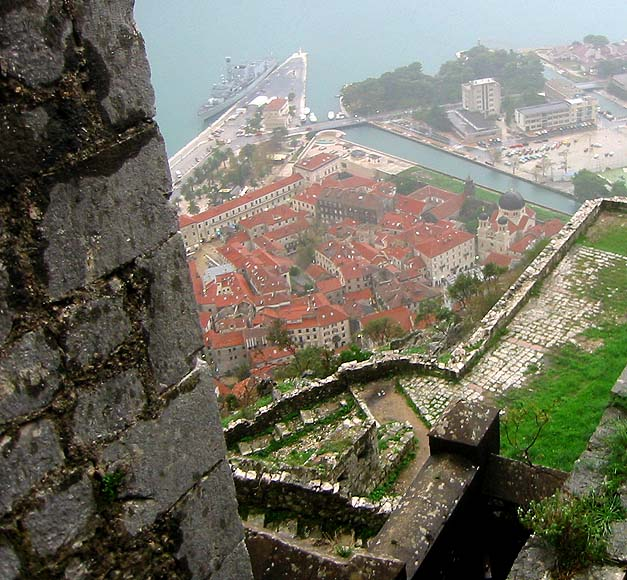
코토르 성벽

코토르 성벽(이탈리아어: Cattaro)은 몬테네그로 코토르에 위치한 역사적인 방어시설 체계이다. 중세 코토르 마을을 보호했던 이 성벽 체계에는 방벽, 탑, 성채, 관문, 보루, 방어시설, 시스턴(물탱크) 성, 보조 건물들과 구조물들이 있다. 일리리아, 동로마 제국, 베네치아 공화국, 오스트리아 제국의 군사 건축을 보여준다. 1979년 세계유산에 등재되었고 몬테네그로의 문화적 중요성을 보여준다.
코토르 도시 또한 2017년 유네스코의 세계유산 목록에 등재되었다.